# Nairobi Challenger 2 1990
Il Nairobi Challenger 2 1990 è stato un torneo di tennis facente parte della categoria ATP Challenger Series nell'ambito dell'ATP Challenger Series 1990. Il montepremi del torneo era di $42 500 ed esso si è svolto nella settimana tra il 19 febbraio e il 24 febbraio 1990 su campi in terra rossa. Il torneo si è giocato nella città di Nairobi in Kenya.

## Vincitori

### Singolare
Christian Miniussi ha sconfitto in finale  Menno Oosting con il punteggio di 6–2, 7–6.

### Doppio
João Cunha e Silva /  Eduardo Masso hanno sconfitto in finale  Zeeshan Ali /  Libor Pimek con il punteggio di 6–4, 7–5.